# Флуоресцентна мітка

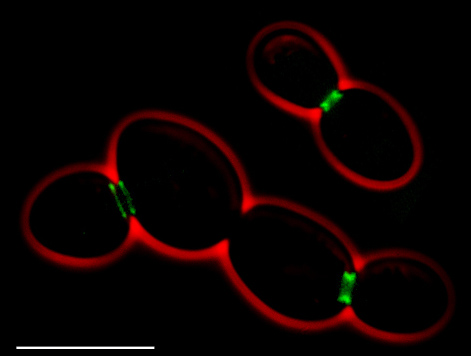
Фотографія Saccharomyces cerevisiae із септини, забарвленими флуорофором у зелений колір

Флуоресцентна мітка (англ. fluorescent label) — флуорофор, що приєднується до певної ділянки досліджуваної молекули з метою її вивчення.
Під дією світла з певною довжиною хвилі така мітка переходить у збуджений стан, з якого в результаті нерадіаційного переносу енергії переходить на нижчий збуджений стан і після того повертається в результаті випромінювання світла (з іншою частотою, ніж поглинутого) до основного стану.
Найчастіше такими мітками є похідні флуоресцеїну та родаміну.